# Albert Chanot
Pour les articles homonymes, voir Chanot.
Albert Chanot, né à Paris 17e le 13 mai 1881 et mort à Clamart le 25 février 1963, est un peintre et sculpteur français.

## Biographie

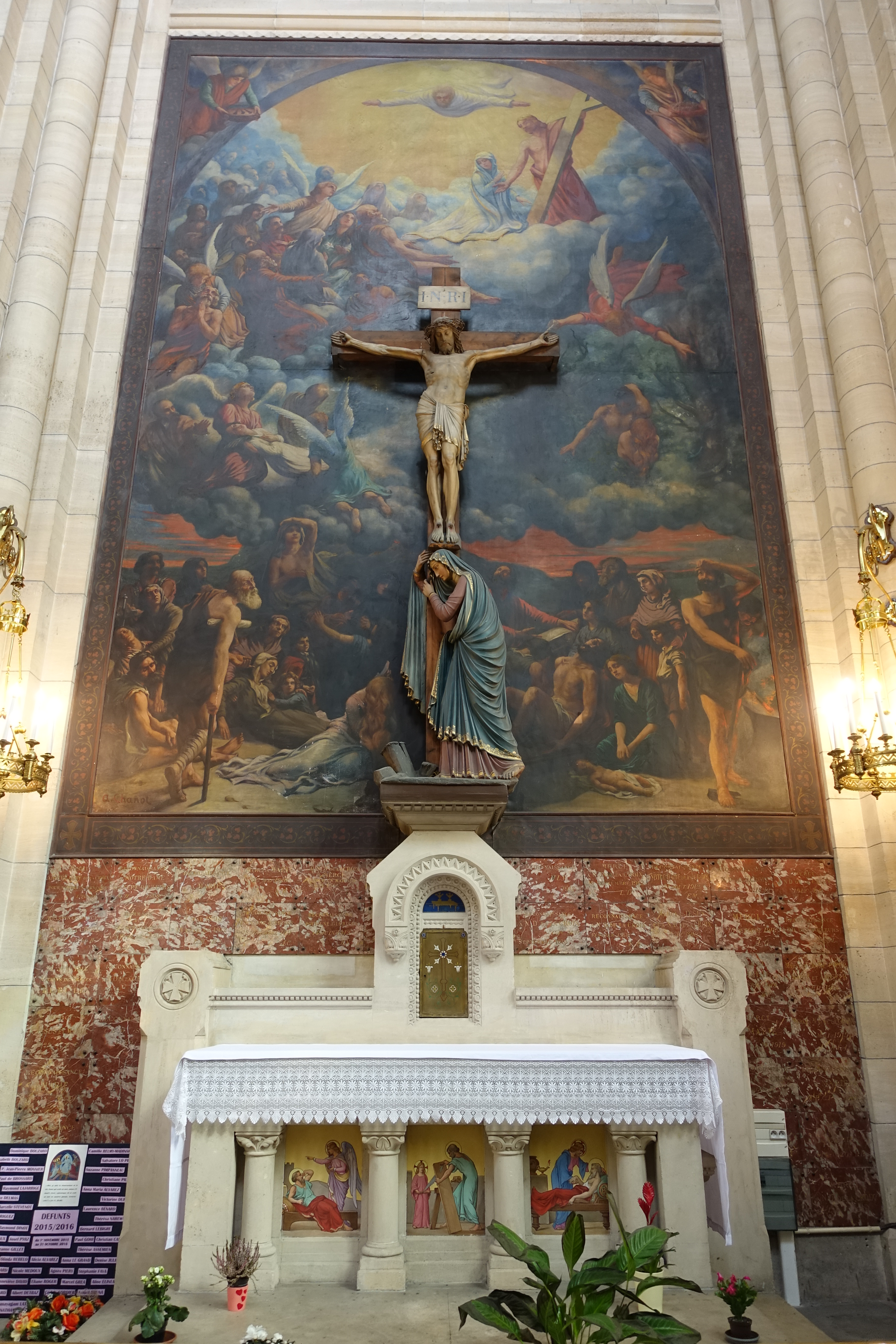
Transept droit de l'église
Notre Dame de la Croix
de Ménilmontant.

Élève d'Henri Pinta, Albert Chanot obtient une mention honorable au Salon des artistes français de 1909, dont il est sociétaire et où il expose en 1929 sa toile Dos.
Sur l'un des murs du transept droit de l'église Notre-Dame-de-la-Croix de Ménilmontant, il crée une composition mixte comprenant une statue de La Vierge au pied du Christ en croix et une grande peinture illustrant L'histoire de l'Humanité souffrante et sauvée. De 1927 à 1943, il présente au Salon des indépendants des paysages, des nus, des portraits et des sculptures. Il prend part au Salon des Tuileries à partir de 1930.
En 1929, il expose à titre individuel à la Galerie Georges Petit.
Grâce au legs de son épouse Lucie, le Centre d'art contemporain Chanot est inauguré à Clamart en 1980 .